# Балакин, Антон Олегович
Антон Олегович Балакин (8 июля 1969, Саратов, РСФСР, СССР — 7 августа 1988, Кабул, Афганистан) — советский поэт, воин-интернационалист, сержант.

## Биография
Родился 8 июля 1969 года в Саратове, СССР, русский. Позже стал жить в Санкт-Петербурге, где окончил среднюю школу № 171. Не получившись поступить в юридический факульте Ленинградского университета, начал работать разнорабочим. Устраивался работать секретарём в районным суд, также работал на Балтийском заводе.
Заниматься творчеством начал в достаточно детском возрасте, писал стихи и рассказы. Его публикации начали появляться лишь после гибели юноши, тогда его творения разлетелись по изданиям, а певец Владимир Сусин положил его поэтические произведения на свою музыку. Сын артиста СССР Олега Александровича Балакина.
Зимой 1987 года был призван на срочную службу в ряды Советской армии. Служил в 357-м парашютно-десантном полку в Афганистане, там и был смертельно ранен разорвавшимся реактивным снарядом (миной) на складе в Кабуле, где работал в качестве кладовщика-лаборанта. Данный склад где находился Балакин горел от артиллерийского обстрела. 7 августа 1988 года скончался в госпитале на 20 году жизни. Был похоронен на Южном кладбище, позже прах Балакина был перезахоронен на участке воинов-интернационалистов на Серафимовском кладбище.

## Звания и награды
- Орден Красной Звезды (посмертно)

## Издания
- https://books.google.ru/books?id=uvyuDwAAQBAJ&pg=PT184&dq=Балакин+Антон&hl=ru&newbks=1&newbks_redir=0&source=gb_mobile_search&sa=X&ved=2ahUKEwjUgvmF3ceEAxWlCRAIHUaaCAQQ6AF6BAgLEAM#v=onepage&q=Балакин%20Антон&f=false
- Афганская война 1979—1989: Неизвестные страницы // Родина, 1999. — № 2. — 128 с. — (специальный выпуск)
- Александр Раков. На милость дня. Былинки. — Litres, 2022-05-15. — 825 с. — ISBN 978-5-04-253738-7.
- «Поэзия: альманах. — Издательство T︠S︡K VLKSM „Молодая гвардия“, 1990. — 724 с.»
- Летопись газетных статей. — Всесоюзная книжная палата., 1989. — 872 с.